# الكرنك (قنا)
قرية الكرنك هي إحدى القرى التابعة لمركز أبو تشت في محافظة قنا في جمهورية مصر العربية. حسب إحصاءات سنة 2006، بلغ إجمالي السكان في الكرنك 18393 نسمة، منهم 9208 رجل و9185 امرأة.